# Vila Pupp (Karlovy Vary)
Vila Pupp je samostatně stojící objekt v Karlových Varech, postavený počátkem 20. století. Nachází se nad tzv. Dorotinými nivami, ve svahu mezi Parkhotelem Richmond a Pražskou silnicí, směřující do kopce k Hůrkám.
Objekt včetně zahrady, altánu a oplocení s brankou je chráněn od roku 1992 jako kulturní památka České republiky.

## Historie
Vilu nechal pro sebe a svoji manželku postavit Julius Gabriel Pupp junior (24.3.1870 – 2.11.1936), spolumajitel Grandhotelu Pupp z páté generace v první genealogické linii dynastie Puppů.
Pozemky původně patřily rodině Ungerů. Po získání pozemků přistoupil Julius Pupp k výstavbě své rodinné vily. Po vytyčení stavební linie v roce 1912 vypracoval variantní návrhy vily karlovarský stavitel Friedrich Seitz. Realizován byl druhý návrh, který oproti prvnímu návrhu umístil vilu o něco jižněji. Stavební povolení bylo vydáno 28. května 1913, za necelý rok byla vila dostavěna a 4. dubna 1914 proběhla kolaudace.
V prvních letech po dokončení stavby bydlel ve vile Julius Pupp s manželkou Emmy a příbuznými, část vily v letní sezóně pronajímal lázeňským hostům. V roce 1926 koupil vilu Říšský svaz německých nemocenských pojišťoven v ČSR (Reichsverband deutscher Krankenkassen), rodina Julia Puppa však ve vile ještě několik následujících let bydlela. Říšský svaz německých nemocenských pojišťoven využíval vilu až do druhé světové války jako lázeňský dům, po připojení Sudet k hitlerovskému Německu v roce 1938 přešla vila do vlastnictví Třetí říše. Na konci druhé světové války byly do vily v letech 1944–1945 ubytováni sirotci z vybombardovaných německých měst. Po druhé světové válce byl objekt znárodněn a vila po krátkou dobu sloužila jako lékařská ordinace a penzión, po roce 1950 se krátce stala přechodným domovem pro několik desítek dětí z Řecka, které přijely v důsledku občanské války v Řecku, poté byl ve vile zřízen dětský domov, využívaný až do roku 2009, kdy vila přešla do soukromého vlastnictví.

## Stavební podoba
Samostatně stojící budova zastřešená mansardovou střechou byla postavena na vysokém mohutném tarasu prudce se svažujícího terénu. Hlavní průčelí se nachází na západní straně, ke vchodu do vily vede rozevřené schodiště se sloupcovým portikem, vynášejícím balkón s balustrádou. Na severozápadním nároží je nápadný mohutný rizalit vnitřního schodiště, prolomený ve středu vysokým oknem. Po stranách okna se nacházejí niky s antikizujícími plastikami. Rizalit schodiště je zastřešen stanovou střechou s atikou, kterou prolamuje trojúhelný fronton. Stavbě dominuje štíhlá hranolová věž, která přiléhá k jihozápadnímu nároží. Věž je zastřešena mansardovou jehlancovou střechou s atikou. Nároží je doplněno korintskými pilastry s dekorativními neorenesančními groteskami na podstavcích. Jižní průčelí je členěno navíc středním rizalitem s trojúhelným štítem, nároží je rovněž rámováno korintskými pilastry, v patře se nachází vysazený balkón. Z hmoty východního průčelí vystupuje půlkruhový rizalit jídelny zakončený balkónkem. Okna, štíty a římsy jsou doplněny množstvím neorenesanční štukové výzdoby. Objekt byl obklopen ohrazenou zahradou. Do rozlehlé, přírodně krajinářským způsobem upravené zahrady, se sestupovalo z terasy po trojramenném schodišti s balustrádou.
Objekt patří mezi nejcennější vily v Karlových Varech, ukázka stavební činnosti pro vyšší společnost z éry zlatého věku Karlových Varů.

### Interiér
Za hlavním vstupem s malým zádveřím se nachází velká centrální hala. Prostor haly se otevíral do prvního patra galerií, kterou osvětloval světlík ve střeše. Původní galérie, s výjimkou táflování stěn a mohutného krbu, se nedochovala. Dekor na krbu se již přibližuje k nadcházejícímu stylu art deco. V jižním křídle se nacházel obytný pokoj a pánský pokoj, ve východním byla jídelna otevřená do půlkruhového rizalitu dřevěným portálem s vyřezávaným neobarokním dekorem. V severním křídle byl biliárový pokoj a hudební salon. V patře byly umístěny ložnice, salon, pokoj pro děti, pro služku a učitelku, písárna a koupelna se záchodem. Jednotlivé místnosti byly přístupné z galerie. V podkroví byly jen komory a příležitostné pokoje. V suterénu byla kuchyně, prádelna a kotelna. Jídlo se dopravovalo z kuchyně do jídelny pomocí malého výtahu. V objektu se dochovaly štukované stropy a stěny, původní dveře i výplně dveří v hale a vitráže oken v jídelně. Rovněž se dochoval historický keramický obklad v koupelně v patře.